# Hoplocheiloma notitipenne
Hoplocheiloma notitipenne är en tvåvingeart som beskrevs av Cresson 1926. Hoplocheiloma notitipenne ingår i släktet Hoplocheiloma och familjen skridflugor. Inga underarter finns listade i Catalogue of Life.